# Berretto di maglia

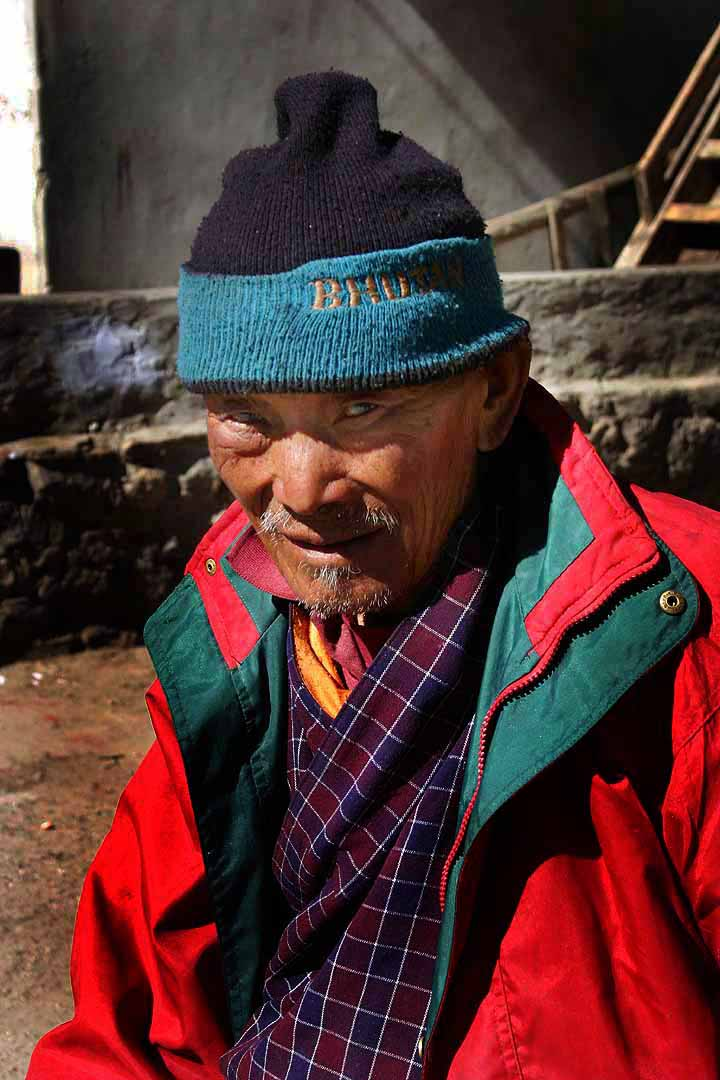
Anziano che indossa un berretto di lana

Il berretto di maglia o berretto invernale è un tipo di copricapo di forma affusolata e di cui esistono molte varianti. Tale genere di berretti prende il nome di berretto di lana se ricavato dal vello.

## Storia

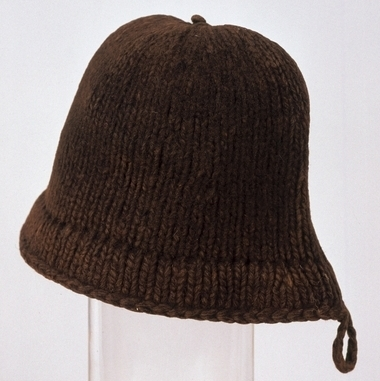
L'unico Manmouth cap autentico oggi rimasto conservato presso il Monmouth Museum

Gli antichi Greci portavano il pileolus, una calotta di lana identica a quella che poi prenderà il nome di zucchetto.
I berretti di lana venivano anche indossati nel corso del Medioevo. Rivestiva particolare importanza il Monmouth cap, diffuso dall'omonima località gallese nel resto d'Europa durante il quindicesimo e sedicesimo secolo. Sotto la dinastia Tudor, i principali produttori di cappelli di lana vennero eletti a cariche importanti; uno statuto del 1571 prevedeva che le donne nubili e non nobili dovessero indossare dei berretti di lana, mentre i maschi di oltre sei anni dovessero fare lo stesso durante la domenica e le vacanze. A ulteriore conferma del loro successo, i berretti di Monmouth vennero esportati a Jamestown, nella Virginia, durante gli anni venti del Seicento. Il colono John Smith consigliava ai suoi uomini di averne uno con sé. Nel corso del secolo, i berretti in lana divennero anche un indumento indossato dai marinari inglesi e delle tredici colonie. Nel mentre si diffondeva, prima in Francia e poi nel Nord America, una variante del Monmouth cap che prendeva il nome di toque, antecedente dell'odierno cappello da cuoco.
Sebbene esistano delle opere ritraenti il dio norreno Freyr mentre indossa quello che sembra essere berretto di lana con pompon, il berretto di lana veniva portato in Scandinavia a partire dal diciassettesimo secolo, la tradizione della cucitura a maglia quando si diffuse in tutto il territorio. Durante il diciottesimo e diciannovesimo secolo presero piede i cappelli di lana ispirati berretti frigi portati dai giacobini durante rivoluzione francese.
In tutto il Sud America è diffuso il chullo, copricapo in lana con paraorecchie di origini incerte che alcuni fanno risalire all'età precolombiana mentre altri lo correlano a un basco indossato nel quindicesimo e sedicesimo secolo dagli uomini conosciuto come papaphigo o mantera.

## Galleria d'immagini

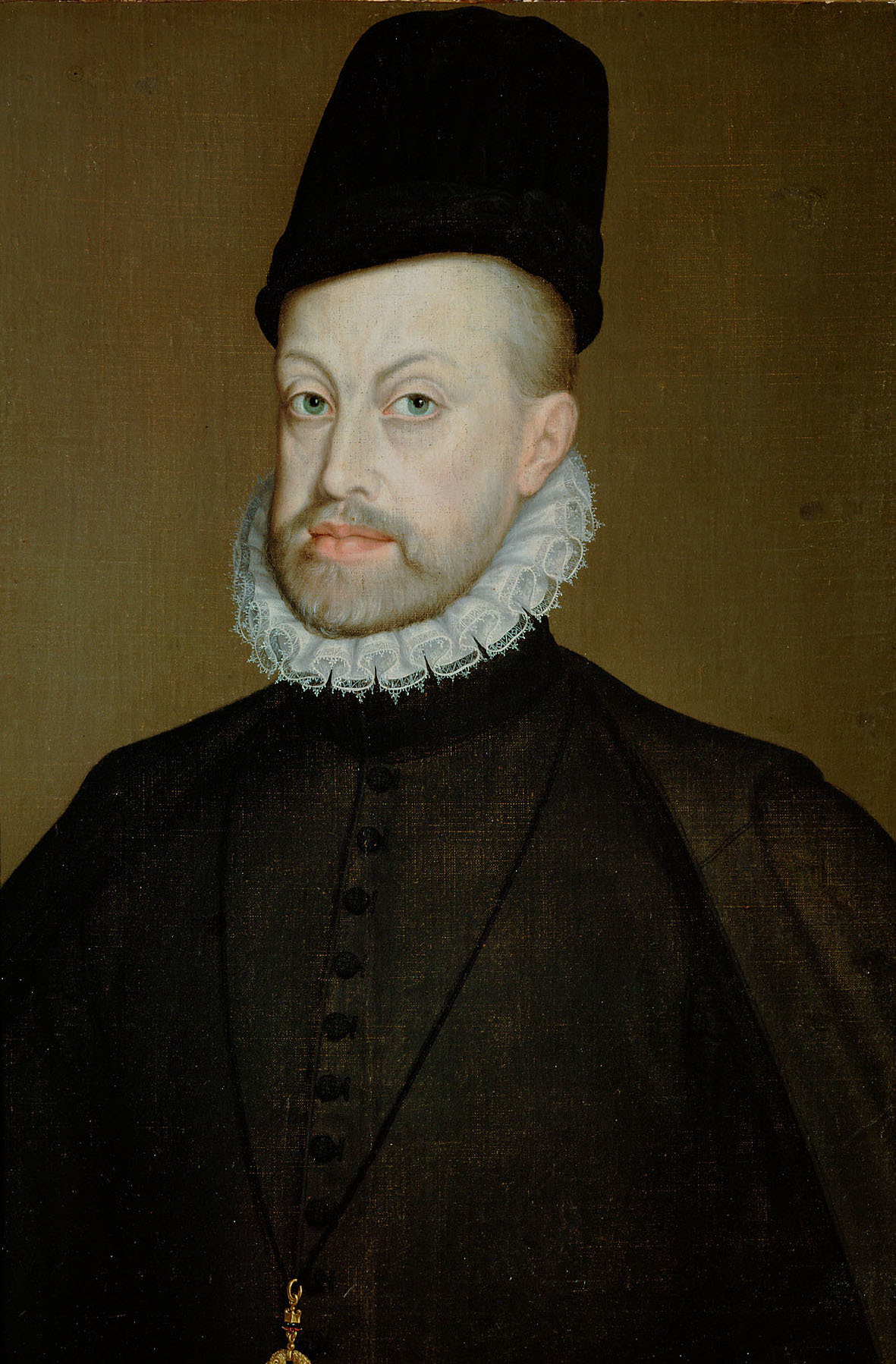
Filippo II di Spagna con un berretto di lana
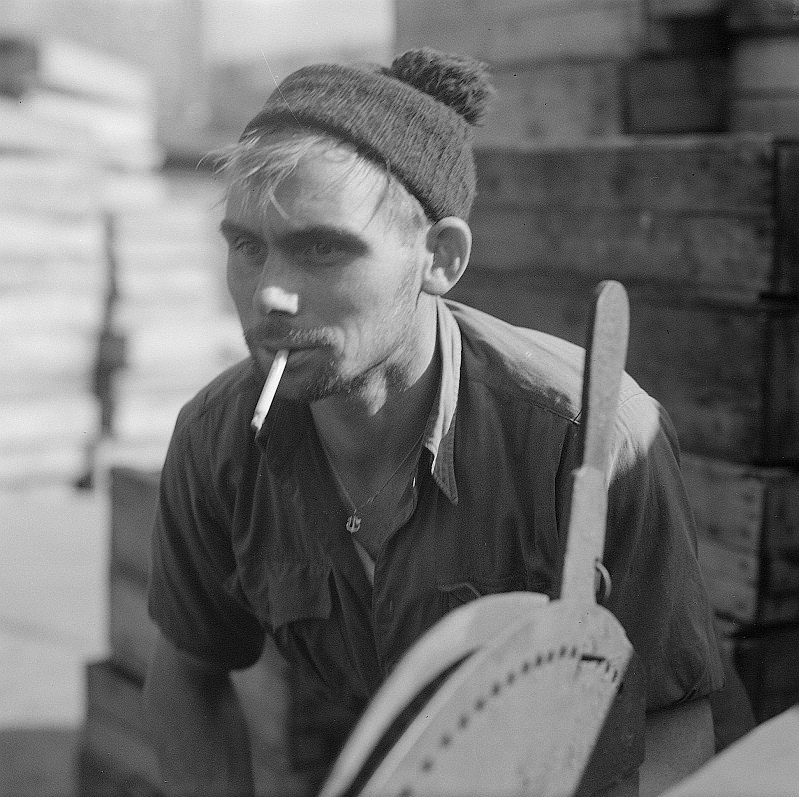
Pescatore tedesco con un berretto negli anni sessanta
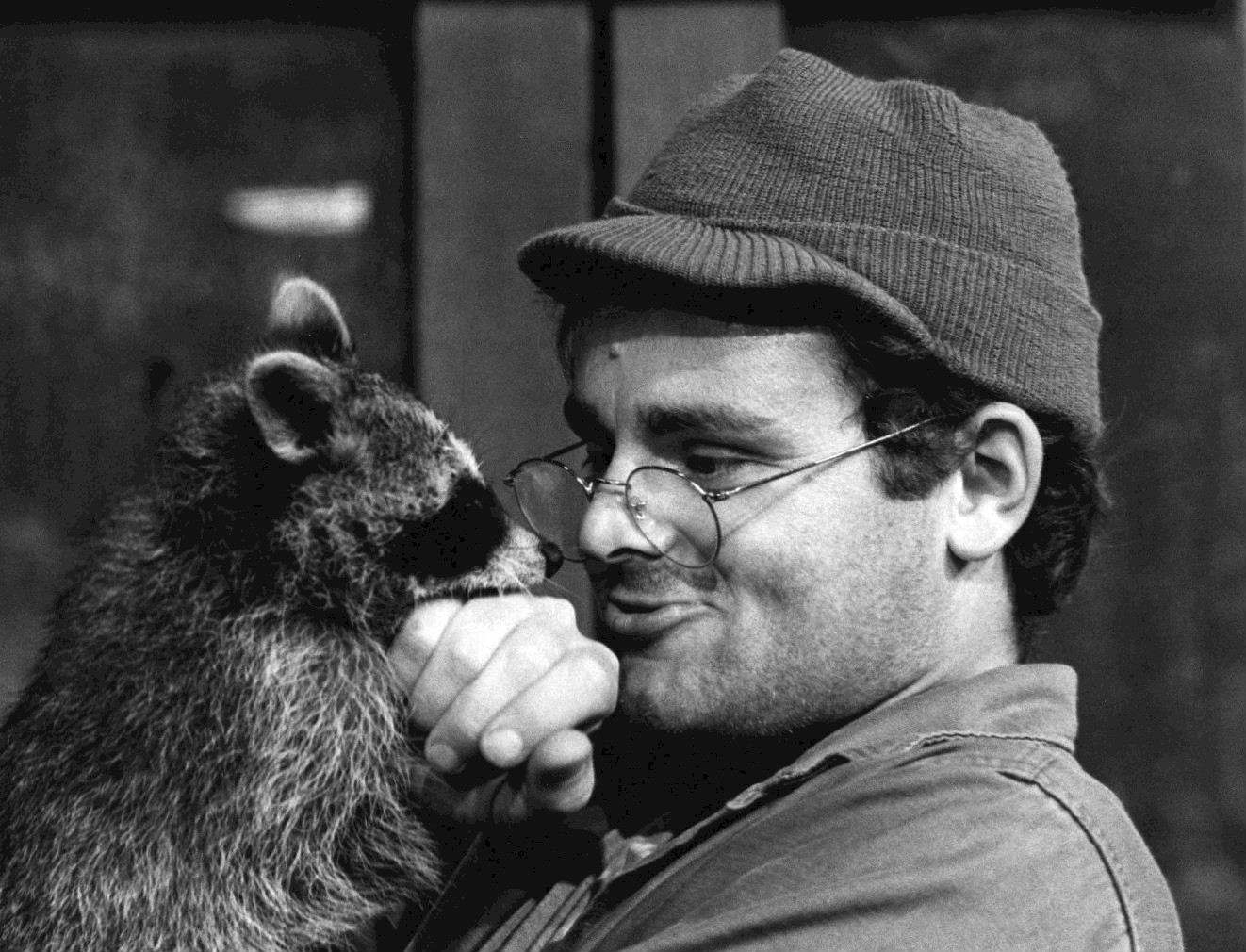
Gary Burghoff nei panni di Radar della serie M*A*S*H con un jeep cap
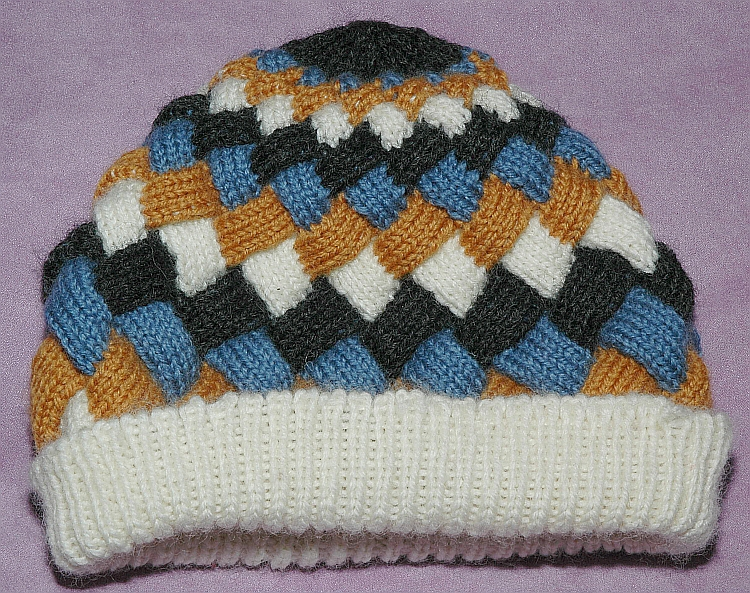
Berretto di maglia a quadretti
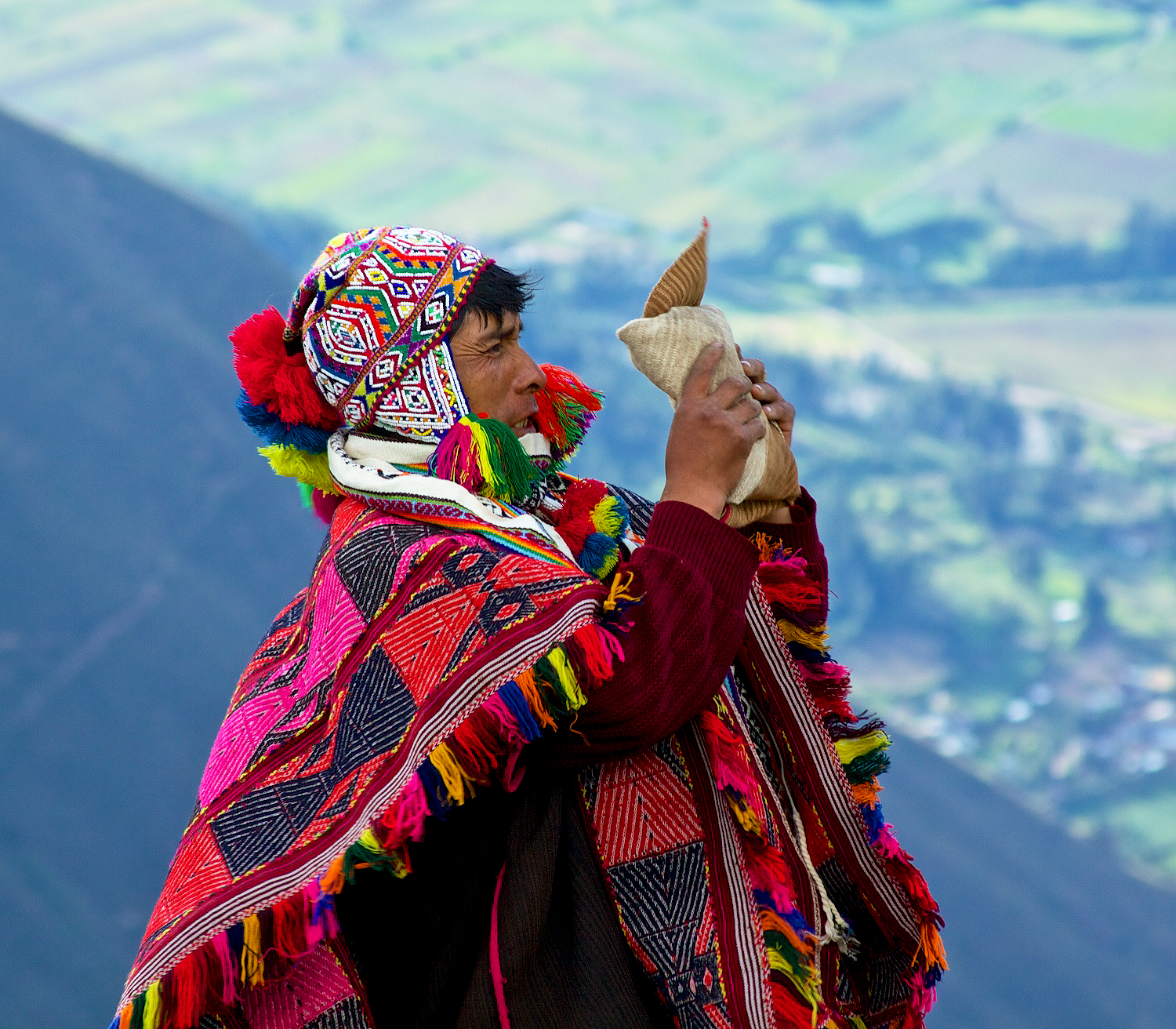
Uomo con chullo
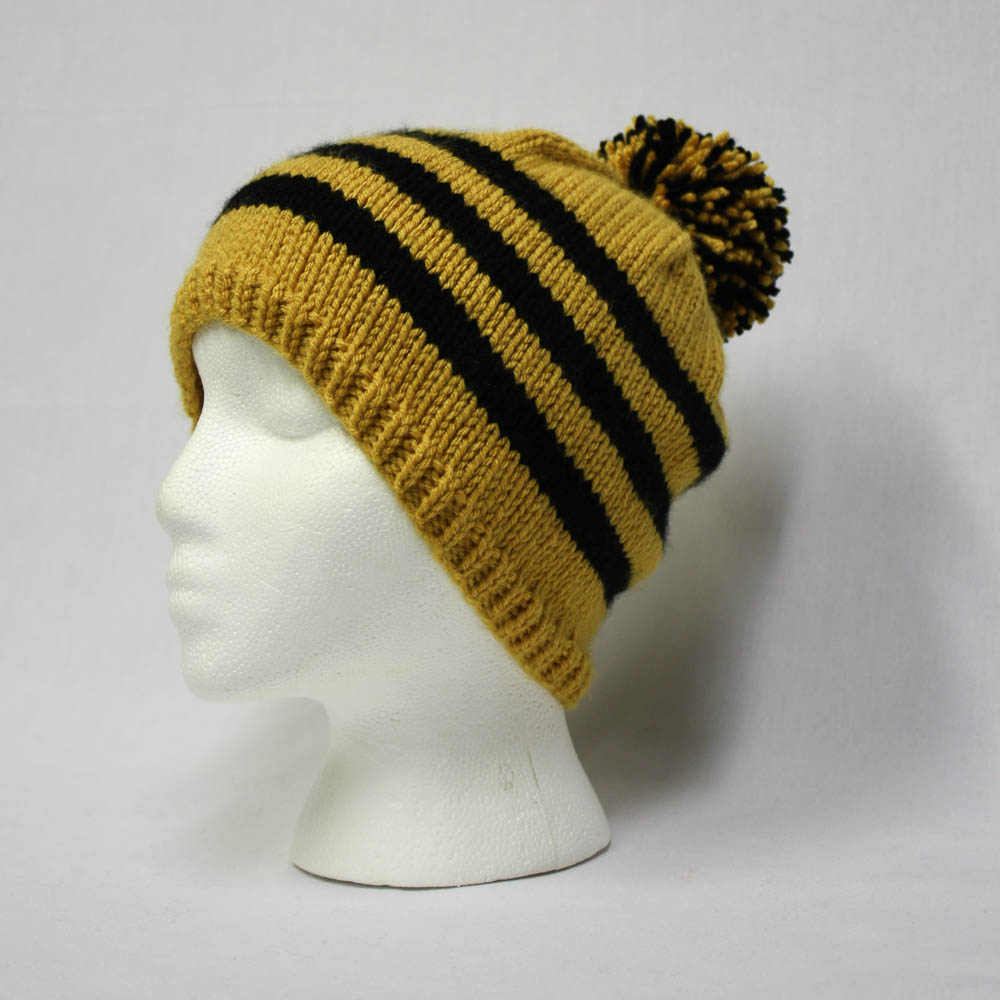
Berretto con pompon